# AN/SQQ-30

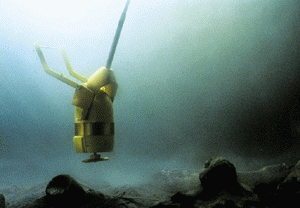
Погружение кожуха с сонаром на рабочую глубину (трёхмерная графика)

AN/SQQ-30 Minehunting Sonar — американская корабельная гидроакустическая станция, предназначенная для поиска и классификации донных мин на мелководье. Создана на основе ГАС AN/SQQ-14, по сути является его модернизированной моделью с усовершенствованными техническими характеристиками, которой оборудовались американские минные тральщики. На момент начала производства рассматривалась в качестве временной замены до принятия на вооружение станций SQQ-32 (изготавливались с февраля 1988 года), но пробыла на вооружении более двух десятилетий, хорошо зарекомендовав себя, без нареканий к точности обнаружения. Впоследствии, применялась комбинированно вместе с SQQ-32 для повышения эффективности поисковых мероприятий.

## История
Специальные ГАС для поиска донных и якорных мин широко используются в иностранных флотах уже длительное время. Однако только в 1980-е годы созданы достаточно эффективные и удобные ГАС миноискания. В настоящее время используются два принципа распознавания мин — анализ эхо-сигнала и анализ изображения акустической тени на экране индикатора. Анализ эхо-сигнала долгое время был основным методом анализа, однако из-за невысокой контрастности акустического изображения, вызванных отражениями от дна помех, применения на минах защитных покрытий этот метод доказал себя недостаточно эффективным. Применение ГАС бокового обзора сделало основным методом поиска мин анализ акустической тени автоматически или человеком-оператором по изображению на экране дисплея.
ГАС AN/SQQ-30 установлена на тральщике-искателе мин ВМС США типа «Эвенджер» (серия из 14 кораблей, головной корабль передан флоту в 1985 году). Она имеет раздельные каналы поиска и классификации мин с собственными акустическими антеннами, помещенными в специальный кожух яйцевидной формы длиной 1,07 м, который опускается в воду через шахту в корпусе. Скорость, на которой возможен поиск мин составляет 3-5 узлов. Антенны размещены одна над другой, одна из них (канал поиска) даёт постоянный круговой горизонтальный обзор, а вторая (канал классификации цели) поворачивается оператором в направлении исследуемого объекта. Кабель намотан на катушку диаметром 3 м в носовой части корабля.
Отображение информации от ГАС осуществляется на двух консолях со стандартными дисплеями AN/UYK-21, по одной консоли на каждый канал. Автоматическое обнаружение сигналов, обработка информации и управление аппаратурой осуществляют два бортовых компьютера AN/UYK-44. Обе консоли работают независимо, обслуживаются своим оператором.
На экране дисплея предусмотрены зоны алфавитно-цифровой информации в системе координат «курсовой угол - дистанция» и зона визуальной информации, где отображаются четыре линии горизонтальной развертки с отметками от полученной цели. Объект, сигналы от которого отображаются на экране, выбирается вручную, либо автоматически.
С 1986 года находящиеся в постройке тральщики «Эвенджер» (начиная со второго корабля серии) оснащались более современной ГАС AN/SQQ-32, отличающейся большей эффективностью поиска мин и большей скоростью буксировки.
ГАС AN/SQQ-30 создана на основе сонара AN/SQQ-14, в настоящее время устаревшего и снятого с вооружения. Сонар опускается из-под корпуса тральщика на гибком кабеле, который состоит из 18-дюймовых (45,6 см) секций, соединённых универсальными шарнирами. Такая конфигурация кабеля позволяет сонару сгибаться в вертикальной плоскости, но предотвращает скручивание. SQQ-30 является цифровым вариантом SQQ-14.
Прототип AN/SQQ-14 создан в 1960 году. SQQ-30 впервые установлен на тральщике Avenger (MCM-1) в 1983 году. Производился компанией General Electric (позднее Martin Marietta), Syracuse, New York.

## Технические характеристики
- Рабочие частоты – 80 и 350 кГц[1]
- Максимальная дальность — 0,7 км

## Носители
- США — Тральщик MCM-1 «Эвенджер»